# 杵屋六左衛門 (14代目)

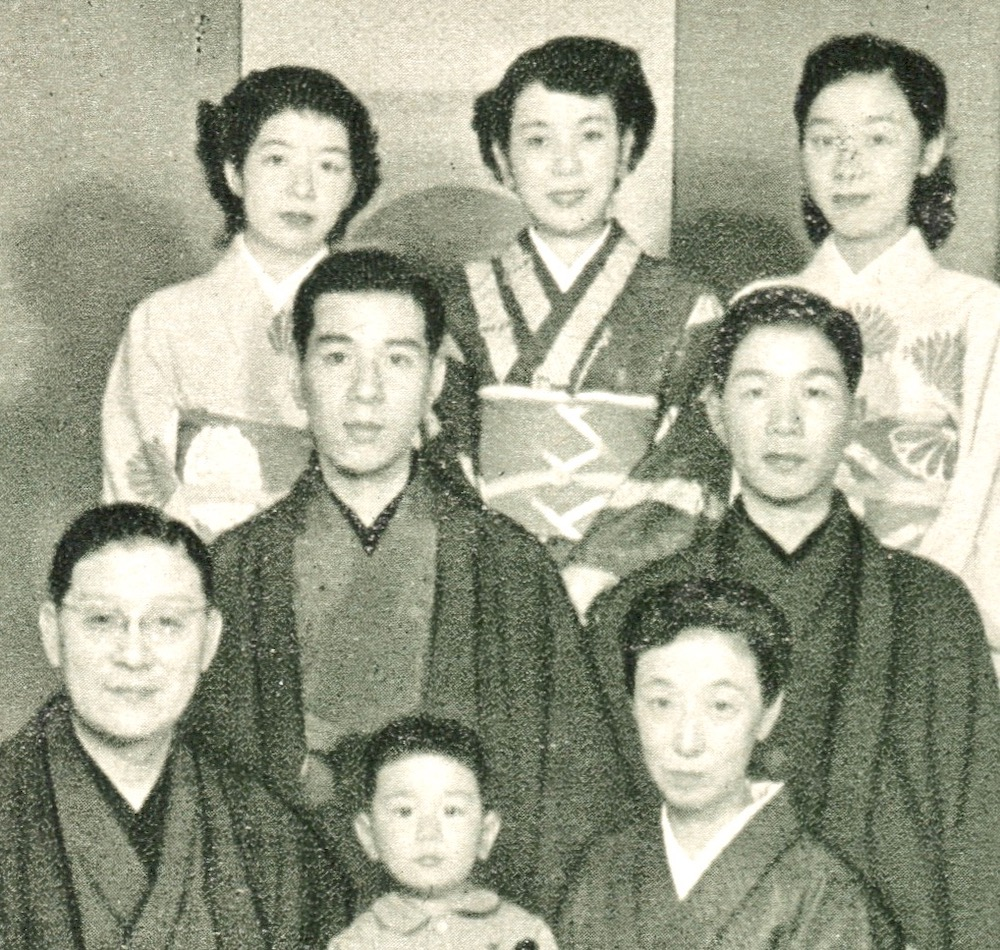
1953年の家族写真。
前列左から：14代目杵屋六左衛門、喜三郎の息子 宏幸、六左衛門夫人 田鶴
中列左から：15代目杵屋喜三郎、6代目杵屋勘五郎
後列左から：六左衛門の娘 千恵子、喜三郎夫人 伸枝、六左衛門の娘 定子

十四代目 杵屋 六左衛門（じゅうよだいめ きねや ろくざえもん　1900年（明治33年）10月6日 - 1981年（昭和56年）8月23日）は、江戸長唄の十四世宗家家元。重要無形文化財保持者（人間国宝）。本名は杵屋 安彦（きねや やすひこ）。父の代までは三味線方の家系だったが、彼の代から唄方に転向した。

## 来歴
- 1900年（明治33年）10月6日 - 東京都中央区日本橋に十三代目杵屋六左衛門（寒玉）の長男として生まれる。
- 1911年（明治44年） - 十四代目杵屋喜三郎を襲名。
- 1916年（大正5年） - 十四代目杵屋六左衛門を襲名、杵屋十四世宗家家元になる。唄方に転向し、四代目吉住小三郎（慈恭）に師事。
- 1927年（昭和2年） - 帝国劇場邦楽部長に就任（ - 1931年）。
- 1944年（昭和19年） - 旧制東京音楽学校教授に就任。
- 1945年（昭和20年） - 長唄協会会長に就任（後に名誉会長）。
- 1958年（昭和33年） - ブリュッセル万博に文化使節として参加。
- 1974年（昭和49年） - 重要無形文化財保持者に各個認定される（いわゆる人間国宝）。
- 1981年（昭和56年）8月23日 - 死去、満80歳。

新橋芸妓組合の長唄の師匠として、「東をどり」の新作舞踊の作曲も手掛ける。

## 受章等
- 受賞
  - 1956年 - 文部大臣賞
  - 1957年 - 第10回毎日演劇賞音楽賞（東をどり「母を恋ふる記」の作曲）[1]
  - 1958年 - 第13回毎日映画コンクール音楽賞（『楢山節考』）[2]
  - 1961年 - 日本芸術院賞
- その他
  - 1966年 - 日本芸術院会員
  - 1974年 - 人間国宝

## 作曲
- 『大江山酒呑童子』
- 『能阿』
- 『母を恋ふるの記』
- 『壇の浦』

他400曲あまりを作曲する。また映画『楢山節考』の音楽も手がけている。

## 家族
- 長男　十五代目杵屋喜三郎（唄方、人間国宝）
- 次女　十五代目杵屋六左衛門